# ديريك بارا
ديريك بارا (بالإنجليزية: Derek Parra)‏ هو متزلج سريع أمريكي، ولد في 15 مارس 1970 في سان بيرناردينو في الولايات المتحدة.

## وصلات خارجية
- ديريك بارا على موقع SpeedSkatingBase.eu (الإنجليزية)
- ديريك بارا على موقع SpeedSkatingNews.info (الإنجليزية)
- ديريك بارا على موقع SpeedSkatingStats.com (الإنجليزية)
- ديريك بارا على موقع Rollerstory.net
- ديريك بارا على موقع اللجنة الأولمبية الدولية (الإنجليزية)
- ديريك بارا على موقع أوليمبيديا (الإنجليزية)